# Лев XIII
Лев XIII (світське ім'я — граф Вінченцо Джоакіно Печчі, 2 березня 1810, Карпінето-Романо — 20 липня 1903, Рим) — італійський релігійний діяч, кардинал. 256-ий Папа Римський, який очолював Католицьку церкву із 20 лютого 1878 року до своєї смерті в липні 1903 року. Він мав один з найтриваліших понтифікатів в історії — майже 25 років. Лев XIII відомий своєю інтелектуальною орієнтацією, відродженням томізму та соціальними енцикліками, серед яких — «Rerum Novarum» (1891) щодо прав робітників і справедливості у суспільств, за що здобув репутацію «інтелектуального Папи», авторитетного соціального доктора та покровителя науки й освіти.

## Біографія
Народився 2 березня 1810 року в місті Карпінето-Романо (Папська держава) у родині графа Лодовіко Печчі та його дружини Анни Проспері Буці. Отримав середню освіту у Вітербо та Римі, згодом закінчив Папську Академію шляхетних єзуїтів (італ. Accademia dei Nobili Ecclesiastici) у Римі.
Печчі був висвячений на священика 31 грудня 1837 року кардиналом Карло Одескалькі — кардиналом-вікарієм Риму. Уже 14 лютого 1837 року Папа Григорій XVI призначив його папським легатом (префектом) у Беневенто, де він навів лад із місцевою мафією і провів податкову реформу. 19 лютого 1843 року його висвятили в єпископи, а 1846 року він став архієпископом Перуджі, де залишався протягом 32 років, активно реформуючи місцевий клір і кардинальну курію.
19 грудня 1853 року Пій IX зробив Печчі кардиналом Сан-Крізогоно; згодом він обіймав посади камерленго Апостольської палати (1877—1878) і секретаря Камеральної конгрегації.
20 лютого 1878 року, через два дні після смерті Пія IX, на конклаві був обраний Папою римським, обравши собі ім'я Лев XIII. Він очолював Церкву до своєї смерті 20 липня 1903 року, маючи четвертий за тривалістю понтифікат в історії, який тривав понад 25 років. За його понтифікату було реформовано Римську курію й створено низку нових конгрегацій для управління місіями та освітою в Церкві.
13 жовтня 1884 року під час Меси в одній з приватних каплиць Ватикану Папа раптом зблід і впав на підлогу, неначе у нього стався серцевий напад. Але причиною його падіння була не хвороба — Лев XIII побачив майбутнє, яке чекало Церкву. Провівши декілька хвилин неначе в комі, він опритомнів і сказав оточуючим: «Яку страшну картину мені дано було побачити!». Вважається, що Лев ХІІІ побачив період гонінь на Церкву та морального занепаду ХХ століття. Вражений видінням, Папа постановив після кожної Літургії, яка проводиться без співу, читати особливу молитву до Архангела Михаїла, як захисника від диявола та інших сил темряви. Ця постанова виконувалась у РКЦ до 1964 року.
На посаді Лев XIII став ініціатором відродження томізму, видавши 4 серпня 1879 року енцикліку Aeterni Patris щодо християнської філософії за вченням Фоми Аквінського. Він заснував Леонівське видання творів Аквінського (Editio Leonina) та створив Папську академію Святого Фоми.
У 1891 році вийшла його найвідоміша енцикліка Rerum Novarum, в якій Лев XIII закликав до справедливих зарплат, безпечних умов праці і права робітників на професійні спілки, водночас відстоюючи право власності і протистоячи надмірному капіталізму й соціалізму.
1891 року за наказом Ut mysticam відкрив Ватиканську астрономічну обсерваторію для демонстрації сумісності науки й віри.
20 липня 1903 року Лев XIII помер в Апостольському палаці в Римі у віці 93 роки. Спочатку його поховали у ватиканських гробницях, а в 1924 році перепоховали в Латеранській базиліці.

## Внесок
За часи свого понтифікату склав 86 енциклік і загалом залишив багатий літературний спадок, зокрема апостольські листи і мotu proprio з різних питань церковного життя. За 25 років понтифікату призначив 147 кардиналів у 27 консисторіях. Ініціював наукові фонди й академії для дослідження християнської філософії.
Започаткував так звані «Молитви Льва» (лат. Preces Leonis, англ. Leonine Prayers), що складаються з трьох «Ave Maria», «Salve Regina», особливої молитви за навернення грішників, за Церкву і молитви до Архангела Михаїла, а також триразового звернення до Серця Ісусового (його додав св. Пій X), при Папах Пії XI і Пії XII отримали також назву «Молитов за навернення Росії».
Папа Лев XIII присвятив понад десяток енциклік Святому Розарію, закликаючи вірян до щоденної молитви та духовної віднови через це молитовне знаряддя.

### Головні енцикліки
- Aeterni Patris (4 серпня 1879 року) — започаткувала відродження томізму як офіційної доктрини Церкви.
- Arcanum Divinae (10 лютого 1880 року) — обґрунтовувала інститут християнського шлюбу як основу суспільного ладу.
- Humanum Genus (20 квітня 1884) — застереження проти масонства та заклик до повернення християнських чеснот.
- Rerum Novarum (15 травня 1891) — заклала підвалини сучасного соціального вчення Церкви й визначила ставлення до праці, власності та прав робітників. Папа Лев XIII відкидав тезу про ворожість між класами, закликав роботодавців виконувати свої обов'язки щодо робітників, підтримав право робітників створювати профспілки, відкидаючи при цьому соціалістичну ідеологію і підтверджуючи право на приватну власність.
- Providentissimus Deus (1893) — тлумачення Святого Письма, підтримка біблейського наукового підходу.
- Graves de Communi Re (18 січня 1901 року) — сформулювала ідеї християнської демократії та суспільної участі віруючих.

### Міжнародна політика
Лев XIII налагодив дипломатичні стосунки з провідними європейськими державами — Німеччиною, Францією, Великою Британією та Росією. Він спрямував Апостольську делегацію до Берлінського конгресу 1878 року з метою захисту прав католицьких меншин і успішно припинив «культуркампф» у Німеччині, сприяв нормалізації стосунків із Третьою Французькою республікою та виступав посередником у міжнародних суперечках, зокрема німецько-іспанській, яка завершилась мирним договором 1899 року. Він також розвинув місійну діяльність у Африці та зміцнив зв'язки з англіканами й православними.

#### Ставлення до УГКЦ
З великою прихильністю ставився до Української греко-католицької церкви. 1880 року було розроблено проєкт підвищення Галицької митрополії до рівня патріархату, що викликало опір уряду Угорщини, угорського та польського єпископату.
1882 року за розпорядженням Лева XIII Св. Конгрегацією було проведено реформу чину василіян, що організаційно значно зміцнило орден. У 1885 році заснував Станиславівське єпископство, а в 1895 році іменував кардиналом митрополита Галицького Сильвестра Сембратовича. У 1897 році Лев XIII заснував окрему семінарію для українців (Українську колегію) при церкві св. Сергія і Вакха у Римі. Доручив Конгрегації пропаганди виробити план створення Українського патріархату (до нього мали належати і закарпатські єпархії) з тимчасовим центром у Львові.